# توماس اشنوز
توماس اشنوز (به انگلیسی: Thomas Schnauz) تهیه‌کننده و نویسنده برنامه‌های تلویزیونی آمریکایی است. از جمله آثار وی می‌توان به پرونده‌های اکس، ریپر و برکینگ بد اشاره نمود. وی در سال ۲۰۱۲ بخاطر کارش در برکینگ بد، موفق به کسب جایزه انجمن نویسندگان آمریکا شد.
اشنوز دانش‌آموخته مدرسه هنر از دانشگاه نیویورک است.

## پیوند
- توماس اشنوز در بانک اطلاعات اینترنتی فیلم‌ها